# Tumba (stacja kolejowa)
Tumba – stacja kolejowa w Tumbie, w Szwecji, na trasie sztokholmskiego pendeltågu (linia J36). Znajdują się tu 2 perony.